# Sim Sang-jung
Sim Sang-jung (Paju, 20 de febrer de 1959) és una política sud-coreana. És membre d'Assemblea Nacional i fou dirigent del Partit de la Justícia del 2015 al 2017 i del 2019 al 2020. Fou candidata a la presidència en les eleccions de 2017 i en les de 2022.

## Biografia
Va nàixer a la ciutat de Paju. Estudià història en la Universitat Nacional de Seül. Als 21 anys, treballà en una fàbrica de cassets, on van començar com a activista pels drets laborals.
Posteriorment, l'acomiadaren per mobilitzar els treballadors per a exigir salaris més alts i millor alimentació. Continuà, però, amb l'activisme laboral. El 1985, era en la llista dels més buscats del país per instigar vagues laborals. Durant 9 anys fou perseguida. Es casà amb un company activista, durant aquest temps. Va ser acusada d'instigació als avalots i d'incendi provocat, i la sentenciaren a un any i mig de presó.

## Carrera política
És una figura progressista rellevant en la política sud-coreana, com a legisladora de tres mandats de l'Assemblea Nacional, exlíder del Partit Laborista Democràtic, excofundadora del Partit Nou Progressista i excofundadora i líder del Partit Progressista Unificat.
Sim fou triada com a representant de l'Assemblea Nacional pel Partit Laborista Democràtic. Guanyà la seva primera elecció directa en l'Assemblea com a membre de la UPP amb el 49,37% dels vots en una zona de Gyeonggi Goyang, al 2012.
Després de la desintegració del Partit Progressista Unificat per la petició del govern de Park Geun-hye al Tribunal Constitucional coreà per les suposades opinions a favor de Corea del Nord de la UPP el 2013, Sim fundà el Partit de la Justícia. Guanyà un escó en l'Assemblea Nacional al 2016, en una zona de Goyang, amb el 53% dels vots. En les eleccions de 2020, derrotà a Moon Myung-soon del Partit Demòcrata i a Lee Kyung-hwan del PPP, i esdevingué la primera parlamentària de quatre mandats d'un partit progressista coreà.

## Posicions polítiques

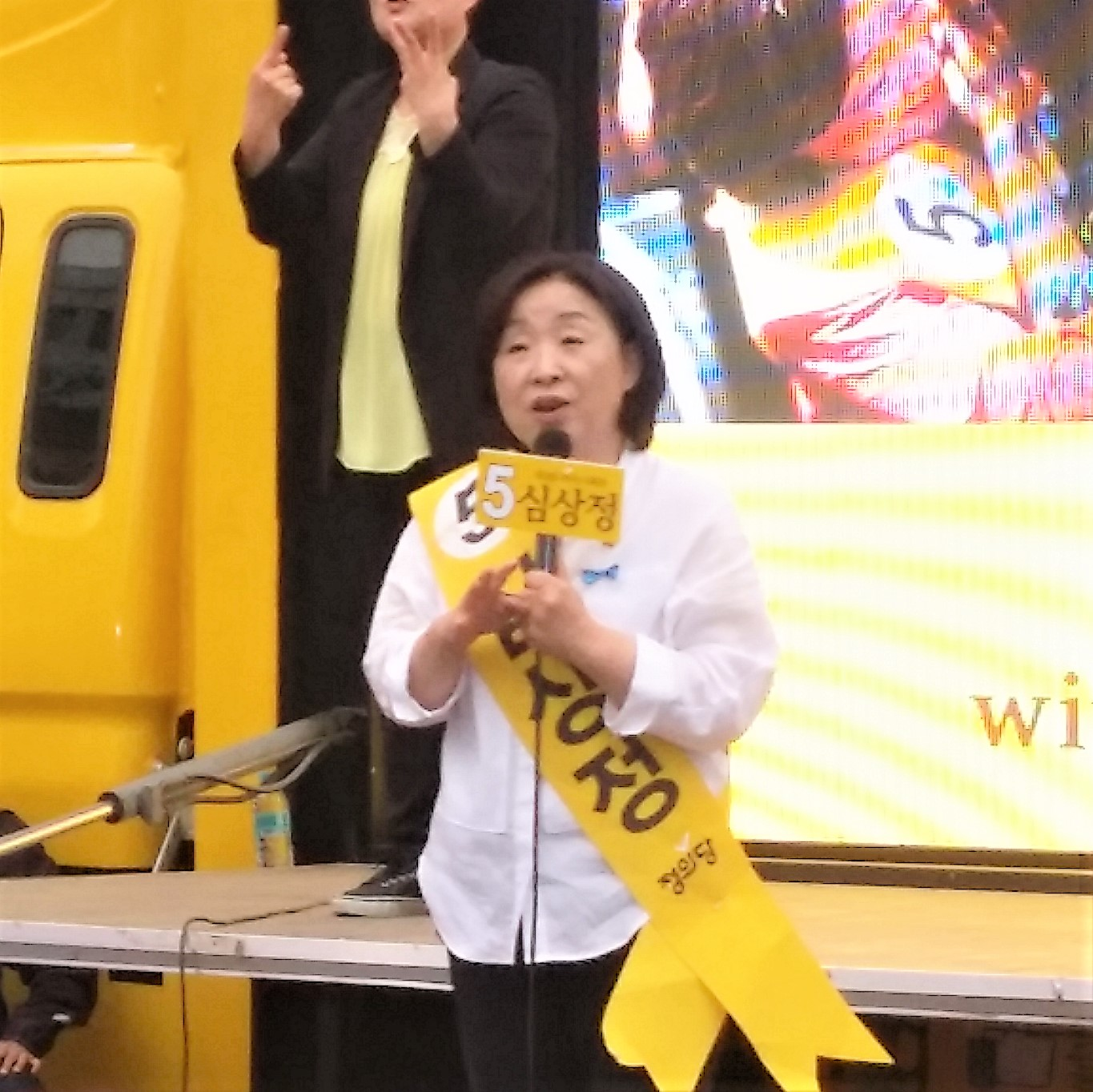
Sim Sang-jung el 2017

Es considera progressista i feminista. Les seues opinions econòmiques reflecteixen la plataforma progressista del seu partit. Això inclou reformar els Chaebols per a prohibir la successió hereditària. També s'oposa al conservadorisme social i defensa els drets LGBT i el matrimoni igualitari a Corea del Sud. També és a favor de la desnuclearització de la península de Corea.